# Гојко Кнежевић
Гојко Кнежевић (Ушивац, 22. децембар 1932 — Бања Лука, 23. децембар 2012) био је дипломирани инжењер електротехнике, бивши професионални фудбалер и фудбалски тренер, изумитељ, публициста и председник Удружења бивших логораша Другог свјетског рата Републике Српске.

## Биографија
Рођен је у Уштивцу у Краљевини Југославији 22. децембра 1932. У љето 1942, када му је било десет година, нашао се заједно са мајком Јованком у српском збјегу на Козари. У збјегу му се родила сестра Лепосава коју су усташе убиле заједно са њиховом мајком. Њега су усташе заједно са 24.000 козарске и поткозарске српске дјеце одвеле у логор Стара Градишка. У усташким логорима је убијено осморо његове браће и сестара. Из логора Стара Градишка је пребачен у логор Јасеновац, а одатле у логор Сисак. Из логора Сисак је пребачен у кужну болницу у Загребу, а одатле у дјечји логор Јастребарско. Из логора Јастребарско је у јесен 1944. одведен у Завод за глувонијему дјецу у Загребу, одакле су га посвојили Бланка и Стјепан Новаковић који су му промијенили име у Војко Новаковић. Из усташких логора је спашен захваљујући Дијани Будисављевић која га је предала на усвајање и која је познавала Новаковиће.
Његов отац који је био у партизанима, га је пронашао 1948. У Загребу је завршио основну и нижу гимназију, а након што је стекао пунољетсво, отишао је у Општину Чрномерац и вратио своје име и презиме. У Београду је као стипендиста борачке организације уписао средњу техничку школу коју је завршио у Бањој Луци. У Љубљани је ванредно завршио Електротехнички факултет. Био је професионални фудбалер и тренер за Борац из Бање Луке, Загреб, Слободу из Тузле, Динамо из Панчева и Рудар из Какња. Југословенска народа армија је у тенк Т-84 на основу његовог изума уградила уређај који ствара притисак и који уништава противтенковске мине.
Почетком распада Југославије се као артиљеријски официр у резерви добровољно пријавио у Југословенску народну армију а затим у Војску Републике Српске.
Председник Републике Српске Рајко Кузмановић га је одликовао Орденом части са сребрним зрацима. Преминуо је 23. децембра 2012. у Бањој Луци

## Дјела (библиографија)
Радио је на издању „Билогора и Грубишно Поље 1941—1991.“ које је издало Удружење бивших логораша Другог свјетског рата Републике Српске.
- Удбина и њена села, Издавачко предузеће Каирос, Сремски Карловци (2010)